# Kayıp
Kayıp (en español: Perdido), más conocida como Secretos o Secretos peligrosos, es una serie de televisión turca de 2013, producida por D Productions y emitida por Kanal D.

## Trama
Kemal tiene una vida envidiable junto a su esposa Leyla y sus dos hijos, parecen una familia perfecta. Sin embargo, todo cambiará en una noche. Mientras Kemal y Leyla estaban en un evento, dos policías se llevan detenido a su hijo mayor, Kerem. Pronto comienzan a buscar respuestas sobre la detención de su hijo, pero esa misma noche reciben un mensaje que confirma que su hijo ha sido secuestrado. Sin poder recurrir por ayuda a la policía, emplean a un expolicía llamado Mehmet. En el momento en que Mehmet conoce a la familia, entiende que este caso es más complicado de lo que parece. Para él, todas las personas cercanas a la familia son potenciales sospechosos, todos excepto Leyla, quien sufre terriblemente por el secuestro de su hijo. El misterioso secuestro de Kerem hará colapsar las relaciones dentro de la familia, causando la revelación de oscuros secretos de cada miembro de ésta.

## Reparto
- Mete Horozoğlu como Mehmet Katrancı (Elmer, en doblaje al español).
- Aslı Enver como Özlem Albayrak (Olimpia, en doblaje al español).
- Kaan Taşaner como Kemal Özdemir (Jaime, en doblaje al español).
- İlker Kaleli como Faik "Falko" Şaşmaz (Aldo, en doblaje al español).
- Dolunay Soysert como Leyla Şarman Özdemir (Laura, en doblaje al español).
- Kürşat Alnıaçık como Murat Şarman (Matías, en doblaje al español).
- Menderes Samancılar como Hasan Deliorman (Hernán, en doblaje al español).
- Yıldıray Şahinler como Metin Sönmez (Martín, en doblaje al español).
- Ferit Kaya como Bekir Çimen (Boris, en doblaje al español).
- Yüksel Arıcı como Feridun Özdemir (Fernando, en doblaje al español).
- Osman Albayrak como Sargento Erdal Aykut.
- Yunus Emre Terzioğlu como Fahri Şaşmaz (Rafael, en doblaje al español).
- Erhan Can Kartal como Kerem Özdemir (Efrén, en doblaje al español).
- Zeynep Kankonde como Elmas Toklu (Alma, en doblaje al español).
- Nilperi Şahinkaya como Defne Şarman/Sedef Altuğ (Dafne/Salomé, en doblaje al español).
- Nalan Yavuz como Cemile Katrancı (Cecilia, en doblaje al español).
- Banu Fotocan como Gülriz Kurtuluş (Grecia, en doblaje al español).
- Elçin Atamgüç como Fahriye Şaşmaz (Fernanda, en doblaje al español).
- Gizem Akman como İnci Katrancı (Inés, en doblaje al español).
- Kaan Yıldırım como Kadir Toklu (Carlos, en doblaje al español).
- Zeynep Altıner como Yasemin Özdemir (Jazmín, en doblaje al español).
- Eşref Seyitoğlu como Bilal Toklu (Bruno, en doblaje al español).
- Berk Erçer como Mahir Eray (Mario, en doblaje al español).
- Uğur Aslan como Comisario Zafer.
- Beyti Engin como Dr. Nuri Çobanoğlu
- Elena Viunova como Dora.